# گوزون
گوزون (به لاتین: Guzun) یک منطقهٔ مسکونی در افغانستان است که در ولسوالی خواهان واقع شده‌است.